# Leucania mesotrosta
Leucania mesotrosta är en fjärilsart som beskrevs av Rudolf Püngeler 1899. Leucania mesotrosta ingår i släktet Leucania och familjen nattflyn. Inga underarter finns listade i Catalogue of Life.